# Polské knížectví
Polské knížectví (případně „knížectví Polanů“) je označení pro středověký státní útvar rozkládající se na území dnešního Polska a zárodek pozdějšího Polského království, který je zmiňován v letech 991–992 pod latinským názvem Civitas Schinesghe (jinak latinsky Polonia). Státní celek byl spravován ve formě knížectví, spíše kmenového svazu s knížetem v čele. Latinský název Civitas Schinesghe je literárním pojmenováním země za vlády prvního polského knížete Měška I., respektive označením jeho rozsáhlého panství, které jak samotný název naznačuje, sestávalo z mnoha různých měst (v tomto případě hradišť). Jiný název státu, který by mohl být považován za oficiální, není znám. Alternativní název polského státu, který se vyvinul z kmenového svazu v čele s piastovskou dynastií, je odvozen od kmene Polanů.

## Stát Polanů
Počátky státního útvaru Polanů sahají do konce 9. století, i když první písemné zprávy o něm se vážou až k roku 963. Ve druhé polovině 9. století nabyli pravděpodobně ústředního postavení mezi kmeny sídlícími na území dnešního Polska Lenčici a začali je sjednocovat kolem hnězdenského centra. Tak vzniklo jádro budoucího státu Polanů. S tímto označením se však v pramenech setkáváme až na přelomu 10. a 11. století, kdy německý kronikář Dětmar z Merseburku tituluje prvního historicky doloženého vládce tohoto státního útvaru Měška I. z rodu Piastovců jako dux Poleniorum - kníže Polanů. Jako Polsko byl tento stát poprvé označen císařem Otou III. na sjezdu v Hnězdně v roce 999.
Hnězdenský stát se v pramenech (údaje saského kronikáře Widukinda k roku 963) objevil náhle jako silný politický útvar. Ibráhím ibn Jákúb nás zhruba v té době informuje, že Měškův stát byl nejrozlehlejší slovanskou zemí, hraničící na severu s Prusy a na východě s Rusí. Kromě hnězdenské oblasti k němu patřila další etnicky a geograficky blízká území. Mazovsko a Východní Pomoří získali zřejmě již Měškovi předchůdci. Kníže dobyl v letech 967 - 972 Západní Pomoří a koncem své vlády se roku 990 zmocnil Slezska, které bylo dosud součástí státu českých Boleslavů. Na východě ztratil ve prospěch kyjevského knížete Vladimíra I. Přemyšl a Červoňské hrady (v dnešní Haliči), kudy procházela důležitá obchodní stezka z Kyjeva do Krakova.
Ve druhé polovině 60. let přijal Měšek křesťanství. Roku 968 bylo v Poznani založeno misijní biskupství, jež podléhalo přímo papeži. Poté byla zahájena christianizace země.
Ke konci své vlády daroval kníže polský stát formálně sv. Petrovi, to znamená, že jej svěřil do ochrany papežství. Hlavním cílem tohoto kroku bylo získat papeže pro zřízení samostatné církevní organizace v Polsku.

## Polský stát za vlády Piastovců a Přemyslovců

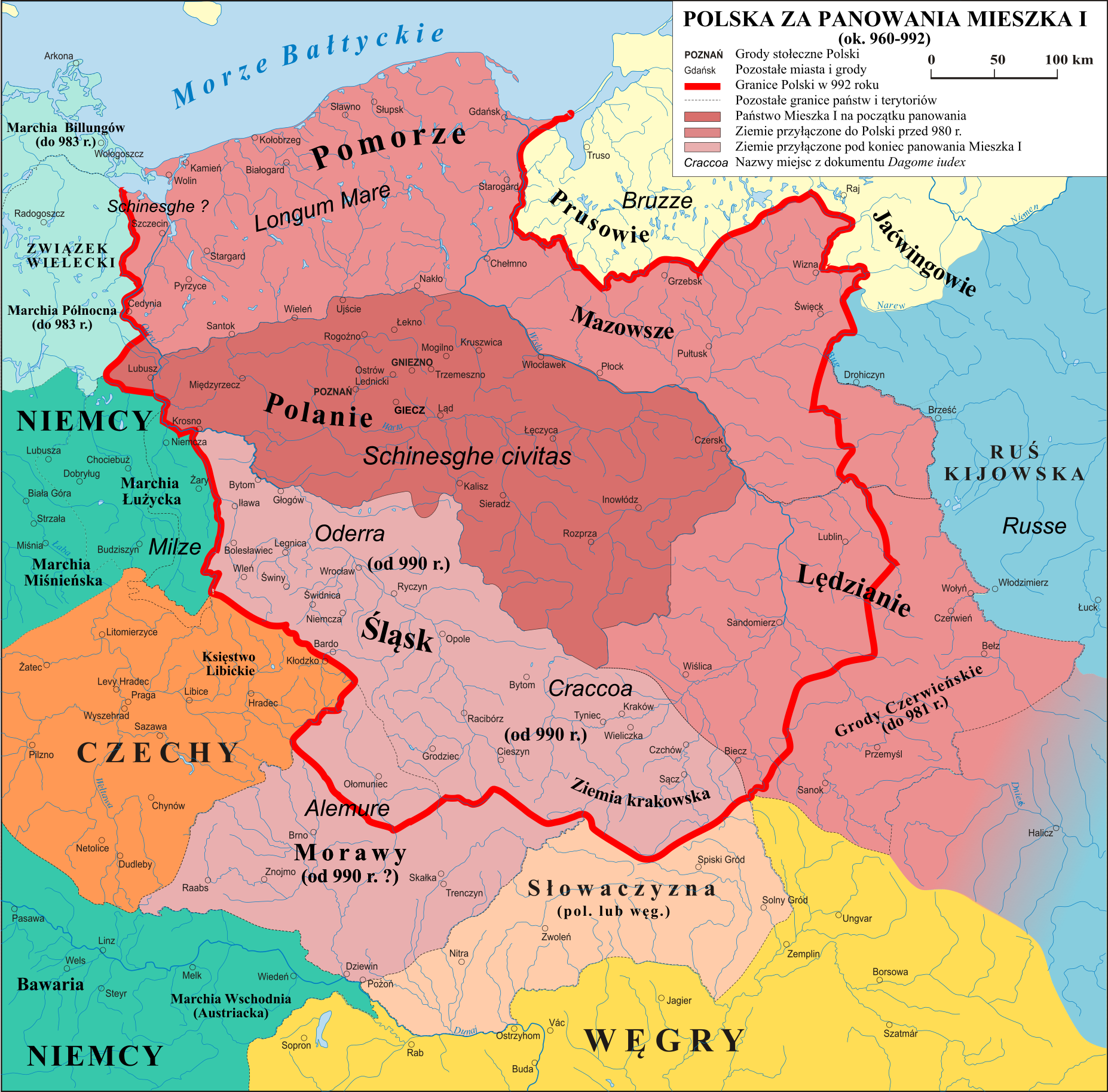
Expanze polského státu 960–992

Prvním historicky doloženým polským knížetem byl Měšek I. z dynastie Piastovců. Měškův nástupce, nejstarší syn Boleslav Chrabrý (992-1025), úspěšně pokračoval v rozšiřování území rodícího se polského státu, snažil se o upevnění knížecí moci a povznesení mezinárodní prestiže Polska. Zpočátku jeho vlády mu v tom napomohlo několik okolností: oslabení vlády Přemyslovců v sousedních Čechách, univerzalistické plány císaře Oty III. a konečně také mučednická smrt pražského biskupa Slavníkovce Vojtěcha během misie v Prusích. Boleslav jeho tělo vykoupil, převezl do Hnězdna a zavedl zde jeho kult. Mladý stát tak získal vlastního mučedníka, který byl již dva roky poté svatořečen. To přispělo ke sblížení knížete Boleslava s císařem Otou III., který byl Vojtěchovým přítelem a kanonizaci inspiroval. Současně zřídil papež Silvestr II. nad Vojtěchovým hrobem v Hnězdně arcibiskupství a podřídil mu nově ustavená biskupství v Krakově, Kolobřehu a Vratislavi. To signalizovalo příslušnost Krakovska, Pomořan a Slezska k polskému státu. Poznaňské biskupství, které mělo dosud misijní charakter, zůstalo podřízeno papežství, ale byla mu vymezena sféra působnosti. Prvním hnězdenským arcibiskupem se stal Vojtěchův polorodý bratr Radim (latinským jménem Gaudentius). Do úřadu ho uvedl samotný císař, když roku 1000 podnikl pouť k hrobu sv. Vojtěcha. Právo investitury pro arcibiskupství i nová biskupství udělil Boleslavovi a jeho nástupcům.

### Upevnění moci za Boleslava Chrabrého

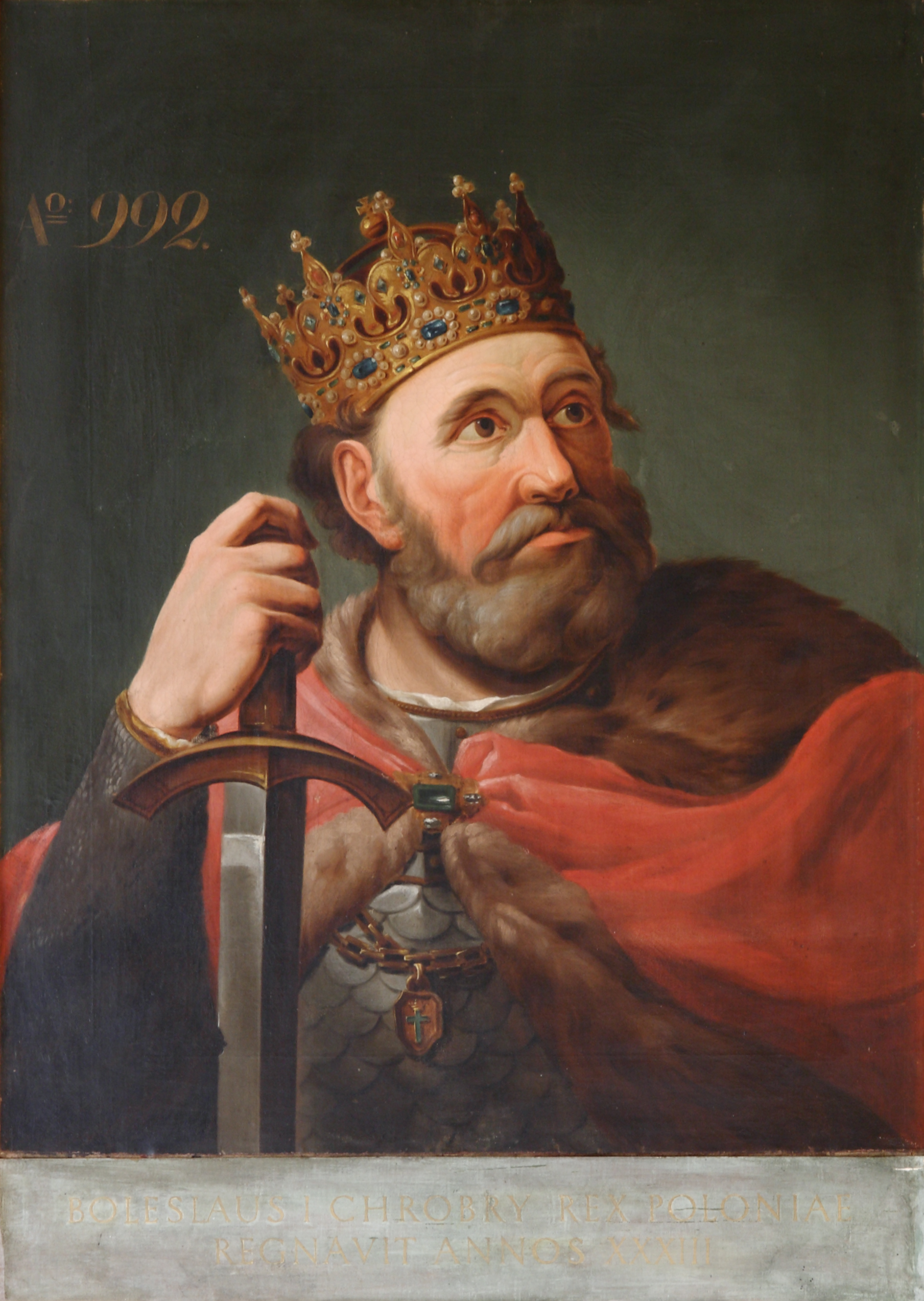
Král Boleslav Chrabrý

Při této návštěvě se Ota III. zúčastnil okázalého sjezdu šlechty v Hnězdně, který řešil politické i církevní otázky. Císař zprostil knížectví poplatnosti na říši a učinil Boleslava „pánem“ (v latinské kronice Thietmara Merseburského je výraz „dominus“), to znamená, že uznal nezávislost polského státu. Podle pozdějších údajů kronikáře Galla Anonyma prý císař vložil při této příležitosti na Boleslavovu hlavu svůj diadém a prohlásil ho „bratrem a spolupracovníkem říše, přítelem a druhem římského lidu“. Někteří badatelé vykládají tato symbolická gesta jako udělení královského titulu. Fakticky šlo spíše o Otovy plány na renovatio imperii, vybudování křesťanského impéria, které se mělo skládat ze čtyř částí, Galie, Germanie, Romy a slovanské Sclavinie, jíž by vládl Boleslav. Ani kníže sám Otova gesta jako udělení královského titulu nechápal. Traduje se, že jeho královská korunovace již byla vyjednána u papeže, ale nakonec byl v důsledku nepříznivých okolností povýšen ke krále uherský kníže Štěpán I. Konečně Boleslav sám o získání královské koruny usiloval na konci své vlády. Přesto výsledky hnězdenského sjezdu představovaly významný úspěch polského státu, který se stal nezávislým na říši a získal samostatnou církevní organizaci, na niž například české království čekalo až do 14. století.

Polský stát za Boleslava Chrabrého během největšího rozsahu (992–1025)

Téměř celé období Boleslavova panování bylo vyplněno ustavičnými válkami. Válčil s Českým knížectvím, po předčasné smrti Oty III. v roce 1002 s říší, s Kyjevskou Rusí. Výsledkem bylo připojení Krakovska, dosud patřícího k českému státu, které přepadl po smrti svého strýce Boleslava II., a dočasné obsazení Prahy (1003–1004). Po dlouhých válkách s císařem Jindřichem II. mu bylo budínským mírem z roku 1018 přiznáno držení Lužice a Milčanska (též Milska), kam vtrhl bezprostředně po Otově smrti, a také Moravy, kterou v následujících letech ztratil ve prospěch českého státu. Na východě se mu podařilo navrátit Polsku Červoňské hrady.

### Polské království
Po smrti Jindřicha II. a papeže Benedikta VIII., který nebyl Polsku nakloněn, začal Boleslav energicky vyjednávat v papežské kurii o udělení královské koruny. Roku 1025 byl dva měsíce před svojí smrtí korunován v Hnězdně polským králem, a to bez souhlasu nového říšského panovníka Konráda II., ale i tak byl Polsku dědičný královský titul uznán. Boleslav byl úspěšným vládcem, schopným vojevůdce i dobrým diplomatem, který pro své cíle dobře využíval sňatkovou politiku. Dosažení královského titulu odpovídalo růstu prestiže jeho postavení. Král Boleslav I. Chrabrý také zasahoval do situace v Čechách, kde o moc mezi sebou bojovali jeho příbuzní Přemyslovci.